# نلو ریسی
نلو ریسی (انگلیسی: Nelo Risi؛ ۲۱ آوریل ۱۹۲۰ – ۱۷ سپتامبر ۲۰۱۵) یک کارگردان، زبان‌شناس، شاعر و فیلم‌نامه‌نویس اهل ایتالیا بود. او برادر کارگردان مشهور، دینو ریسی است.